# San Antonio de la Huerta, Sonora
San Antonio de la Huerta är en ort i Mexiko.   Den ligger i kommunen Soyopa och delstaten Sonora, i den nordvästra delen av landet, 1 500 km nordväst om huvudstaden Mexico City. San Antonio de la Huerta ligger 193 meter över havet och antalet invånare är 210.
Terrängen runt San Antonio de la Huerta är kuperad åt nordväst, men åt sydost är den platt.  Trakten runt San Antonio de la Huerta är nära nog obefolkad, med mindre än två invånare per kvadratkilometer. San Antonio de la Huerta är det största samhället i trakten. I omgivningarna runt San Antonio de la Huerta växer huvudsakligen savannskog.